# Свети Йоан Предтеча Капсенски
„Свети Йоан Предтеча Капсенски“ (на гръцки: Μονή Καψά) е гръцки православен мъжки манастир в югоизточната част на остров Крит. Построен е на стръмен скалист склон близо до ждрелото Периволакия, откъдето се открива живописна гледка към Либийско море. Отдалечен е на 7 km от село Макри Ялос и на 37 km от град Сития.
Точната година на основаването на манастира не е известна, но вероятно това е станало през XV в. През 1471 г. е разрушен от пирати, след което е изоставен за няколко столетия. През 1841 г. е възстановен от един отшелник на име Янис Геронтоянис, който прекарва последните години от живота си в близка пещера малко над самия манастир. Самият Геронтоянис е роден през 1799 г. в полуразрушения тогава манастир. В младостта си той не е ревностен християнин, а е буен и своенравен и често използва околността и самия манастир, за да се крие от турците. След като се оженва, му се раждат три дъщери и син. Обратът в живота му се случва след като една неделя отива с жена си да търгува из съседните села, а децата му остават сами. Случва се нещастие и една от дъщерите му изгаря в пожар. В тази трагедия Геронтоянис вижда знак и наказание за грешния му досегашен живот и това променя съдбата му. Той посвещава остатъка от живота си на благородни каузи и на възстановяването на манастира. Геронтоянис умира на 6 август 1874 г. и е погребан от неговия внук, който става игумен на манастира, а тялото на отшелника оттогава се пази в сребърна гробница в манастирската църква.
Манастирът Капса празнува своя празник всяка година на 29 август.
Манастирът е метох на Топленския манастир.